# Wishlist
Wishlist è il secondo singolo pubblicato dal quinto album dei Pearl Jam, Yield. La band suonò la canzone al The Late Show with David Letterman per promuovere l'album. È stata inclusa nel greatest hits della band, Rearviewmirror: Greatest Hits 1991-2003.
Dal vivo, alla canzone viene aggiunta una parte conclusiva improvvisata, alla quale di solito segue un'altra canzone, come Why Can't I Touch It dei Buzzcocks.

## Significato del testo
La canzone riguarda il cantante della band, Eddie Vedder, che cerca di realizzare i propri desideri, ma la sua lista si conclude con il verso I wish I was as fortunate, as fortunate as me ("Desidero essere così fortunato, così fortunato come sono").

## Formati e tracklist
- Compact Disc Single (USA, Austria, Giappone e Australia)

1. "Wishlist" (Vedder) – 3:26
2. "U" (Vedder) – 2:48
  - Inedita
3. "Brain of J." (Live) (McCready, Vedder) – 2:57
  - Registrata dal vivo dalla radio Triple J, al Melbourne Park, Melbourne, Australia, il 5 marzo 1998.

- Compact Disc Single (Austria)

1. "Wishlist" (Vedder) – 3:26
2. "U" (Vedder) – 2:48
  - Inedita

- 7" Vinyl Single (USA e Paesi Bassi)

1. "Wishlist" (Vedder) – 3:26
2. "U" (Vedder) – 2:48
  - Inedita
3. "Brain of J." (Live) (McCready, Vedder) – 2:57
  - Registrata dal vivo dalla radio Triple J, al Melbourne Park, Melbourne, Australia, il 5 marzo 1998.